# Progresivni haus
Progresivni haus je stil (podžanr) haus muzike. Pojavio se u ranim 1990-tim godinama. U početku se razvijao u Ujedinjenom Kraljevstvu kao prirodna progresija američke i evropske haus muzike iz kasnih 1980-tih.

## Etimologija
U kontekstu popularne muzike reč "progresivni" je prvi put široko korišćena 1970-tih da bi razlikovala eksperimentalne stilove rok muzike od mejnstrim stilova. Takva muzika je pokušavala da istraži alternativni pristup produkciji rok muzike. Neka dela su takođe pokušavala da uzdignu estetske vrednosti rok muzike, ubacivanjem karakteristika klasične instrumentalne muzike. Ovo je dovelo do stila muzike zvanog progresivni rok, koji je opisan kao "najsvesnija umetnička grana roka."
U disko muzici, i kasnije haus muzici, slična želja za razdvajanjem više istraživačkog stila od standardnog pristupa, naterala je DJ-eve i producente da usvoje reč "progresivni" da bi napravili razliku. Prema DJ-u i producentu Karl Krejgu, termin "progresivni" je korišćen u Detroitu u ranim 1980-tim, za stil italo disko. Muzika je nazivana "progresivna" zato što je nastajala više pod uticajem Đorđo Moroderovog evro diska, nego pod uticajem disko muzike inspirisane simfonijskim zvukom filadelfijskog soula. U Detroitu, pre pojave tehno muzike, umetnici kao Aleksander Robotnik, Klein + M.B.O. i Kaprikorn su popunili ostala upražnjena mesta nakon propasti disko muzike u Americi. U kasnim 1980-tim, muzički novinar iz UK Simon Rejnolds je predstavio termin "progresivni dens" da opiše albumski orijentisane grupe kao 808 State, The Orb, Bomb the Bass i The Shamen. Između 1990. i 1992. godine, naziv "progresivni" je bio popularna reč podžanra haus muzike "progresivni haus".

## Istorija
Progresivni haus se pojavio nakon prvog talasa haus muzike. Koreni progresivnog hausa mogu se pratiti unazad do ranih 1990-tih rejv i klupskih scena u Ujedinjenom Kraljevstvu. Mixmag ga je 1992. opisao kao "novu vrstu tvrdog ali harmoničnog, jakog ali obazrivog, uzdižućeg i nalik na trens, britanskog hausa." Kombinacija američkog hausa, UK hausa, italijanskog hausa, nemačkog hausa, i tehna, puno je uticala jedna na druge tokom tog perioda. Naziv je korišćen uglavnom kao marketinška oznaka da bi razlikovala novi rejv haus od tradicionalnog američkog hausa. Progresivni haus je odstupao od Čikago asid haus zvuka. Naziv je nastao iz rejv scene oko 1990. do 1992. godine, opisujući novi zvuk hausa koji se odvojio od njegovih američkih korena. Progresivni haus je viđen od nekih kao anti-rejv jer je njegova popularnost rasla u engleskim klubovima dok je brejkbit hardkor procvetao na rejvovima. Prema DJ-u Dejv Simenu, taj zvuk se suočio sa reakcijama u ranim 1990-tim zato što je “prošao isti put kao i progresivni rok pre toga. Pompezan, osuđivan i pun sebe. Ali je u osnovi bio prilično dosadan."Naziv progresivni haus se često koristio naizmenično sa trensom u ranim godinama.
AllMusic kaže da je progresivni haus "sve više mejnstrim zvučni haus doveo od muzičkih listi nazad do plesnog podijuma".

### Značajne rane produkcije
Prema američkom DJ/producentskom dvojcu Gabriel & Dresden, Leftfildovo oktobarsko izdanje iz 1990. godine "Not Forgotten" je verovatno bilo prva produkcija progresivnog hausa. Izdavačka kuća Guerilla Records, koju je osnovao Viliam Orbit, bila je ključna za razvoj scene oko tog žanra. Albumi Renaissance: The Mix Collection iz 1994. i Northern Exposure iz 1996. su bili zaslužni za promovisanje žanra u kompilaciji albuma. Isto kao i Guerilla Records, izdavačke kuće Deconstruction Records, Hooj Choons i Soma Records su doprineli razvoju scene u ranim i srednjim 1990-tim. U junu 1992, Mixmag je objavio listu koja je sadržala, kako je časopis smatrao, najveće muzičke numere progresivnog hausa u tom trenutku.
| - Leftfield - "Not Forgotten" (Outer Rhythm) - Slam - "IBO/Eterna" (Soma Quality Recordings) - React 2 Rhythm - "Whatever You Dream" (Guerilla) - Soundclash Republic - Cool Lemon EP (Junk Rock Records) - DOP - Musicians of the Mind EP (Guerilla) - Gat Decor - "Passion" (Effective Records) | - The Sandals - "A Profound Gas" (Acid Jazz) - Herbal Infusion - "The Hunter" (Zoom Records) - Smells Like Heaven - "Londres Strut" (Deconstruction) - Spooky - "Don't Panic" (Guerilla) - Andronicus - "Make You Whole" (Hooj Choons) - Sublime – "Sublime (Breakdown)" (Limbo Records) |

## Stilski elementi
Prema Dejv Simenu, DJ-evi hausa koji su u početku puštali evrodens, pozajmljivali su stvari iz tog žanra. To je dovelo do komercijalnog zvuka koji ljudi povezuju sa progresivnim hausom danas. Simen navodi da pojavom toga da su različitosti između žanrova postale dosta nejasne, progresivni haus je često "maskiran" u tehno, teh haus ili dip haus. Kao takva, ta muzika može da sadrži elemente iz stilova kao što su dab, dip haus i italo haus.
Progresivni zvuk može se razlikovati od kasnijeg drim trensa i vokal trensa. On teži ka nedostatku uzdižućih refrena, krešenda i prelaza na bubnjevima. Intenzitet se dodaje regularnim dodavanjem ili oduzimanjem slojeva zvuka. Fraze obično imaju dva takta i često počinju sa novom ili različitom melodijom ili ritmom.
Kasniji progresivni haus često se sastoji od podizanja (engl. build-up) koje može da traje do četiri minuta. Ono je praćeno razbijanjem (engl. breakdown) i nakon toga ide vrhunac. Elementi izvučeni iz progresivnog roka uključuju upotrebu dužih ili povezanih stavova numera, više složenosti i refleksije, ali skoro uvek u okviru 4/4 ritam šablona. Više eksperimentalni delovi haus muzike su opisani kao progresivni.